# Hister amphystrius
Hister amphystrius är en skalbaggsart som beskrevs av Marseul in Marseul och Oliveira 1879. Hister amphystrius ingår i släktet Hister och familjen stumpbaggar. Inga underarter finns listade i Catalogue of Life.